# New Post
New Post – jednostka osadnicza w Stanach Zjednoczonych, w stanie Wisconsin, w hrabstwie Sawyer.